# Wróć na scenę
Wróć na scenę (oryg. Duo) – komedia z 2006 roku w reżyserii Richarda Ciupka.

## Obsada
- Anick Lemay – Pascale Lachance
- François Massicotte – Jules Simard
- Serge Postigo – Francis Roy
- Gildor Roy – Étienne Poulin
- Julie McClemens – Marquise Bureau
- David Michael – Red Rose
- Claudine Paquette – Édith
- Tim Rozon – Lewis
- Jamil – Gilles
- Amélie Grenier – Annie-Marie

## Fabuła
Agentka muzyczna Pascale Lachance jest bliska bankructwa. Natomiast jej największy konkurent, Jules Simard odnosi ogromne sukcesy. Pascale postanawia pojechać do Charlevoix na festiwal piosenki, by przekonać byłą gwiazdę, Francisa Roya, aby powrócił na scenę. Ma nadzieję, że uda jej się podpisać kontrakt, dzięki któremu odbije się od dna.